# Puruhá

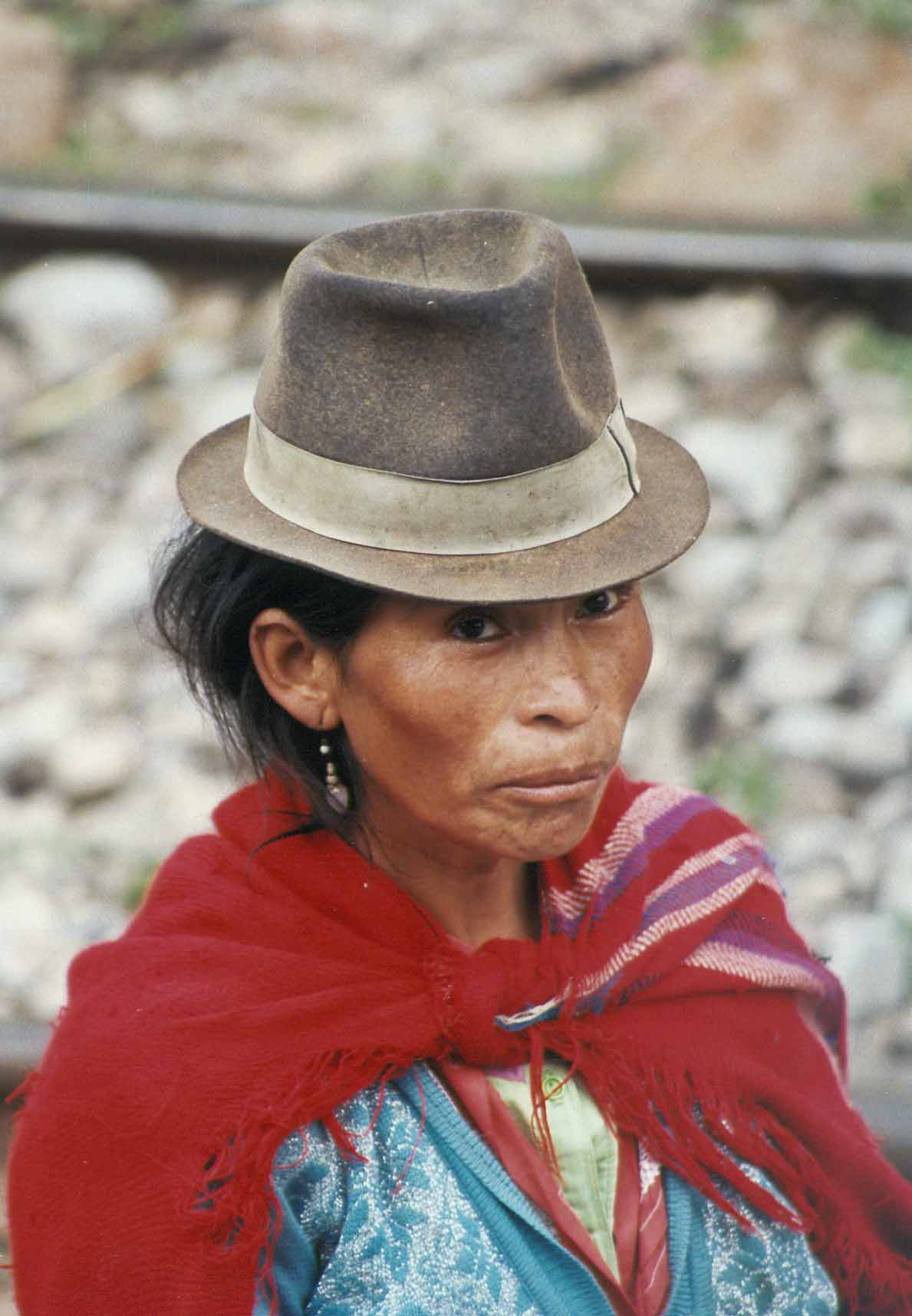
Puruhá (Kichwa) in der Gegend von Alausí (Provinz Chimborazo)

Die Puruhá (nach der spanischen Mehrzahl Puruháes auch falsch Puruhae) sind eine ethnische Gruppe der Kichwa in der ecuadorianischen Provinz Chimborazo, die ungefähr 200.000 Menschen in etwa 780 Gemeinden umfasst. Die Herkunft des Namens ist unbekannt.
Die Puruhá sind im Verband MICH (Movimiento Indígena de Chimborazo) politisch organisiert, der wiederum Mitglied von ECUARUNARI ist.
Vor der Ankunft der Inkas gab es bei den Puruhá keine zentrale Herrschaft, sondern regionale Häuptlinge. Die Puruhá haben ihren Ursprung als Volk im kühlen interandinen Haupttal Ecuadors, wo sie Mais, Kartoffeln und Quinoa anbauten, ebenso wie Agaven, mit deren Fasern sie handelten. In warmen Tälern wurden Coca, Baumwolle und Paprika angebaut. Die Puruhá kannten Kupferverarbeitung ebenso wie kunstreiche Weberei. In alter Zeit beteten die Puruhá die Gottheiten der Vulkane Chimborazo und Tungurahua an. Dabei soll es auch Menschenopfer gegeben haben.
Noch ungefähr bis ins 18. Jahrhundert sprachen die Puruhá eine Yunka-Sprache (Puruhá), eine dem Muchik sowie dem Alt-Kañari verwandte Sprache. Die Umsiedlungspolitik, unter den Inkas begonnen und unter den Spaniern im Vizekönigreich Peru fortgesetzt, begünstigte die sprachliche Assimilation an das Kichwa.
Das von den Puruhá gesprochene Chimborazo-Kichwa gehört zu den meist gesprochenen Kichwa-Mundarten. In vielen Puruhá-Gemeinden gibt es seit einigen Jahren Schulen mit interkultureller zweisprachiger Erziehung. Dabei wird das Standard-Kichwa (Shukllachishka Kichwa) benutzt.